# 1893年10月9日日食
1893年10月9日日食为一次在协调世界时1893年10月9日（俄罗斯极东部地区为10月10日）出現的日環食。該次日食食分為0.9652，食甚維持3分41秒。

## 概述
這次日食的食分是0.9652，環食維持3分41秒。

## 基本參數
- 類型：日環食
- 食甚資料：
  - 日期：1893年10月9日
  - 時間：20時30分22秒
  - 地點：8N 123W
  - 食分：0.9652
  - 日環食持續時間：3分41秒

## 外部連結
- NASA日食專頁（页面存档备份，存于）（英文）